# Jaskinia Malinowska
Jaskinia Malinowska położona jest w Beskidzie Śląskim pod szczytem góry Malinów. Otwór wejściowy znajduje się na wysokości 1080 m n.p.m.

## Dojście
- z Przełęczy Salmopolskiej  szlakiem turystycznym na Malinów lub
- ze Szczyrku Soliska  szlakiem turystycznym na Malinów.

Ze szczytu Malinowa schodzimy kilkaset metrów grzbietem w kierunku Malinowskiej Skały i skręcamy w prawo na wyraźną ścieżkę biegnącą prawie poziomo, którą docieramy do otworu.

## Opis jaskini

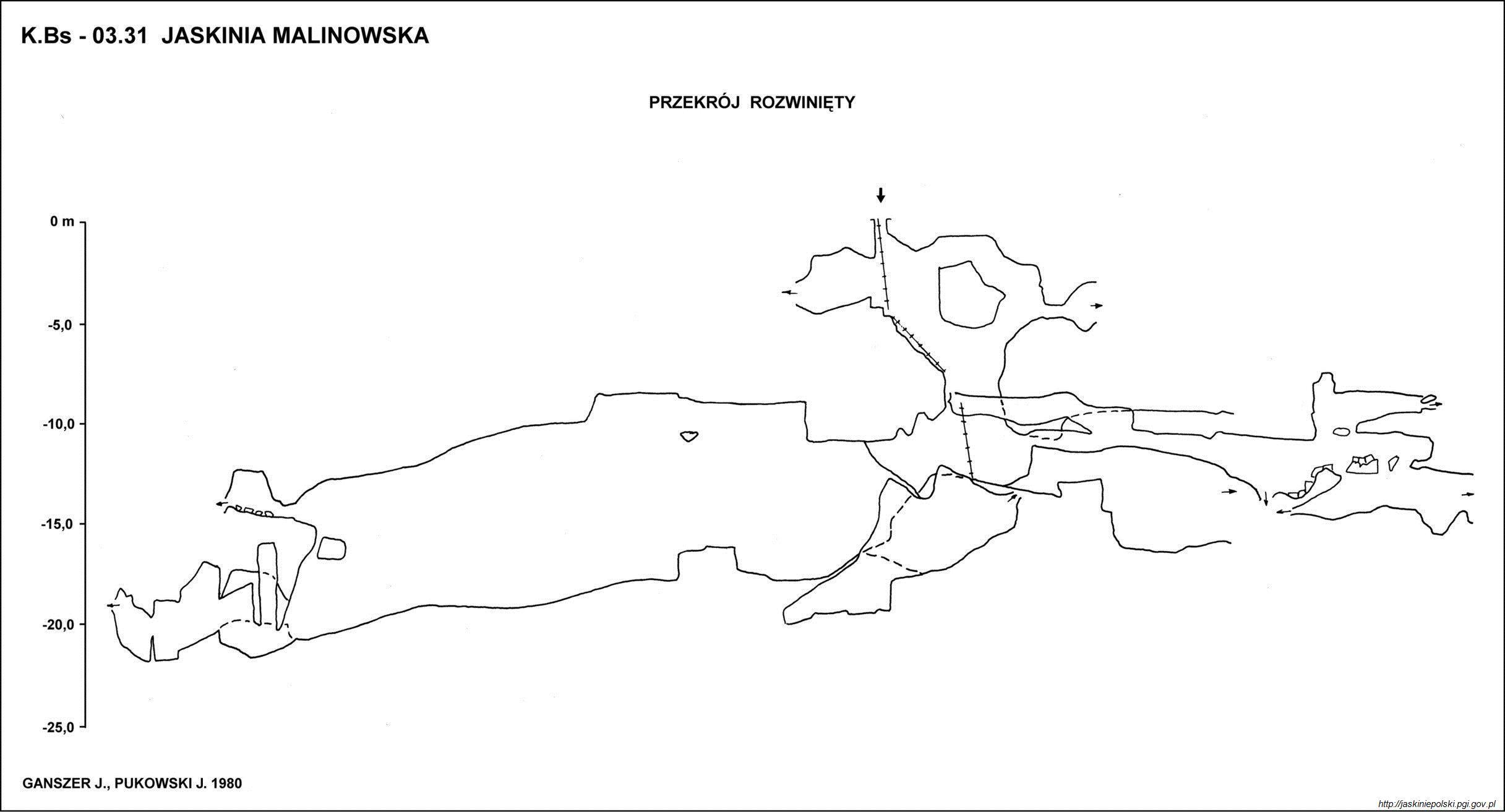
Przekrój jaskini

Jaskinia Malinowska jest jaskinią typu osuwiskowego. Powstała w tzw. zlepieńcach z Malinowskiej Skały i piaskowcach górnych warstw godulskich. Otwór wejściowy (2,5 × 0,6 m) stanowi duża szczelina (głębokości około 10 m) rozwinięta na kierunku NW-SE. Pionowe odcinki szczeliny zabezpieczone zostały metalowymi drabinami, które zastąpiły ustawiane tu niegdyś ostrewki i drabiny drewniane. Obecnie wykonane i zakotwione w skałach są metalowe uchwyty, klamry i stopnie które bardzo ułatwiają zejście do jaskini oraz sprawiają, że jest ona dostępna praktycznie dla wszystkich. Jaskinia rozwinięta jest w dwóch ciągach, zbudowanych z wąskich, wysokich szczelin, połączonych wąskimi, krętymi korytarzykami i kominkami. Dno korytarzy w ciągu I pokryte gruzem i żwirem, rzadziej większymi blokami, miejscami błotniste (głębokie kałuże!), w ciągu II – pokryte rumoszem skalnym lub gliną. Największą salą jest tzw. Galeria w ciągu I – długości 13,5 m, szerokości do 1,4 m i wysokości 9,5 m.
Jaskinia jest wilgotna, szczególnie w niektórych partiach ciągu I. W porze roztopów wiosennych i po długotrwałych opadach deszczu w wielu miejscach występuje deszcz podziemny, a za ścianą w Galerii słychać szum wody. Od pierwszych pomiarów w 1950 r. (Kazimierz Kowalski) temperatura w jaskini utrzymuje się w granicach +6 °C. Przewiew powietrza jest wyczuwalny w szczelinie wejściowej. Światło dzienne sięga do dna tejże szczeliny i do wstępnych partii korytarzy poniżej.

## Jaskinia w dawnych przekazach
Jaskinia jest znana od bardzo dawna. Jak przekazują podania ludowe (nie potwierdzone!), miała służyć już w XV w. husytom (jako kryjówka i miejsce nabożeństw), a w XVI i XVII wieku ewangelikom (wówczas prześladowanym na Śląsku). Na początku XVIII wieku miała być jedną z kryjówek zbójników Ondraszka, a jeszcze w XIX wieku mieli się w niej chronić jacyś rozbójnicy. Według innych podań, jaskinia miała mieć dwie mile długości i ciągnąć się aż do Żywca.
W dawnych przekazach przewija się również informacja, że jedno z wejść jaskini było o wiele niżej, nad potokiem Malinka, a obecnie znany otwór odsłonięty został później, około roku 1860–1870 (podczas wyrębu lasu nieumiejętnie podcięta jodła wyrwała korzeniami fragment ziemi, odsłaniając otwór). Nigdy nie zostało to jednak potwierdzone: nie odnaleziono innego otworu wejściowego, a wszystkie znane opisy dotyczą tych samych partii jaskini.

## Dzieje poznawania jaskini
Jaskinia pojawiła się w literaturze w 1850 r., w opisie odbytej rok wcześniej podróży Ludwika Zejsznera do źródeł Wisły, jako „...jama w piaskowcu właściwie szczelina, o kierunku południowo-wschodnim, 12 kroków długa, 4 szeroka, a znajdująca się 30 kroków głęboko”. W 1888 r. Bogumił Hoff podał opis dojścia do jaskini, scharakteryzował ją bardzo ogólnie, koncentrując się raczej na przedstawionych powyżej podaniach ludowych z nią związanych i informacjach o pierwszych penetracjach obiektu. W 1910 r. Wilhelm Friedberg podał szczegółowy opis jaskini, jej szkicowy plan i przekrój rozwinięty. Władysław Milata badał jaskinię w 1933 r. i przedstawił jej uproszczony przekrój rozwinięty. O „...jaskini w górze Malinowa na Śląsku Cieszyńskim” pisał szerzej w 1948 r. Alojzy Szupina. Tekst uzupełniały plan i przekrój rozwinięty. Pełny opis inwentarzowy jaskini, wykonany przez Kazimierza Kowalskiego w 1954 r., zaopatrzony w plan z przekrojami poprzecznymi, obejmował 132 m korytarzy. Jaskinia wzmiankowana była następnie w innych pracach, jednak nie zawierały one z reguły nowych danych.

## Zwiedzanie
Zejście do jaskini było w przeszłości dość trudne, raczej dla zaawansowanych turystów. Na pierwszą półkę skalną prowadziła metalowa drabinka oparta o skałę (nie przymocowana). Dalsze wymagało użycia sprzętu alpinistycznego. Zwiedzanie głównych partii jaskini – bez trudności. Możliwości pobłądzenia niewielkie. Aktualnie brak informacji o możliwych innych zagrożeniach. Niezbędna latarka i okrycie przeciwdeszczowe. Główny ciąg jest licznie odwiedzany przez turystów.
8 czerwca 2019 jaskinia została oficjalnie udostępniona do publicznego zwiedzania po zamontowaniu bezpiecznego systemu zejścia. Projekt, wykonanie i montaż drabin i pochwytów został zrealizowany przez członków Klubu Alpinistycznego przy Grupie Beskidzkiej GOPR przy wsparciu finansowym Miasta Wisła.

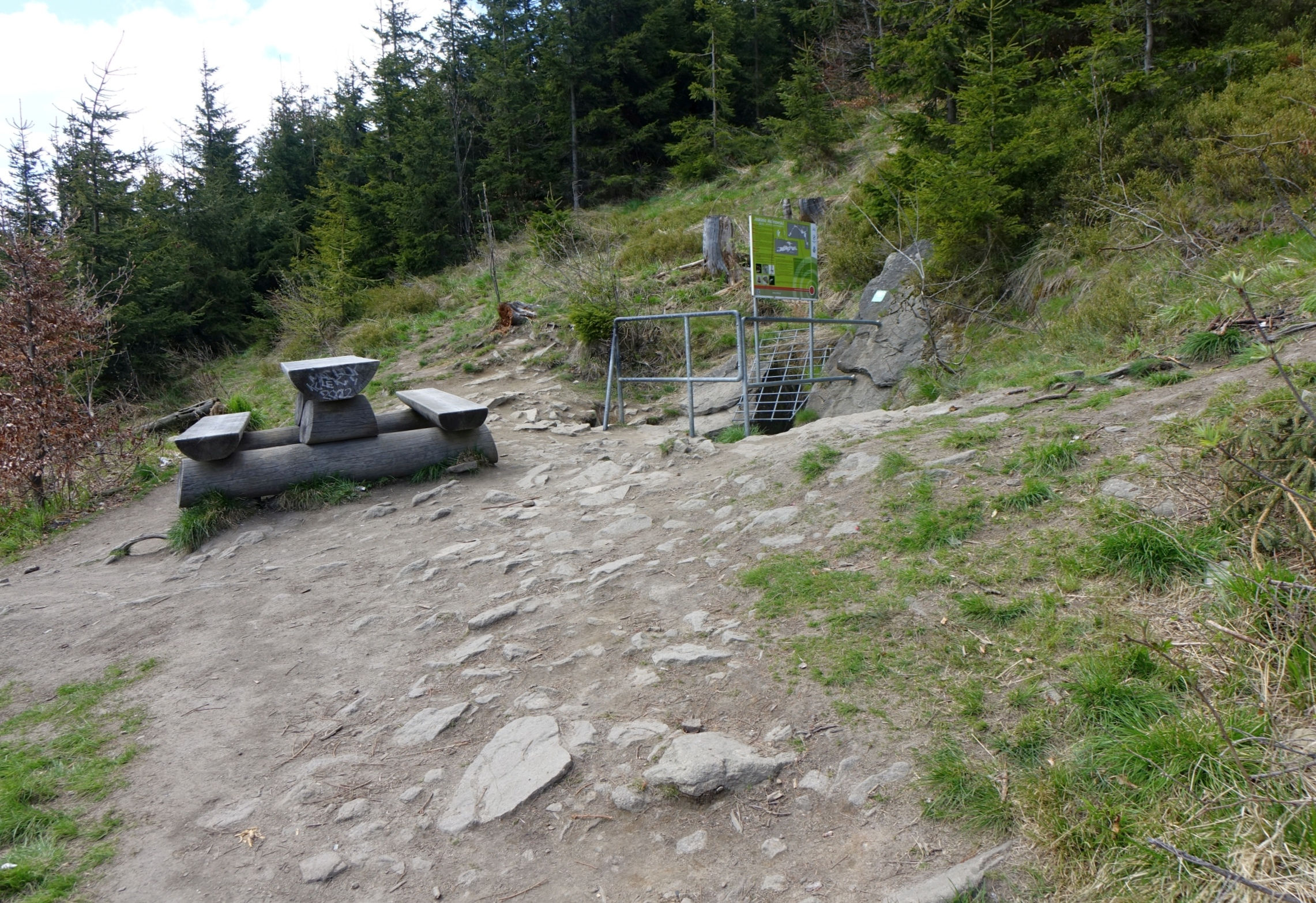
Otoczenie jaskini
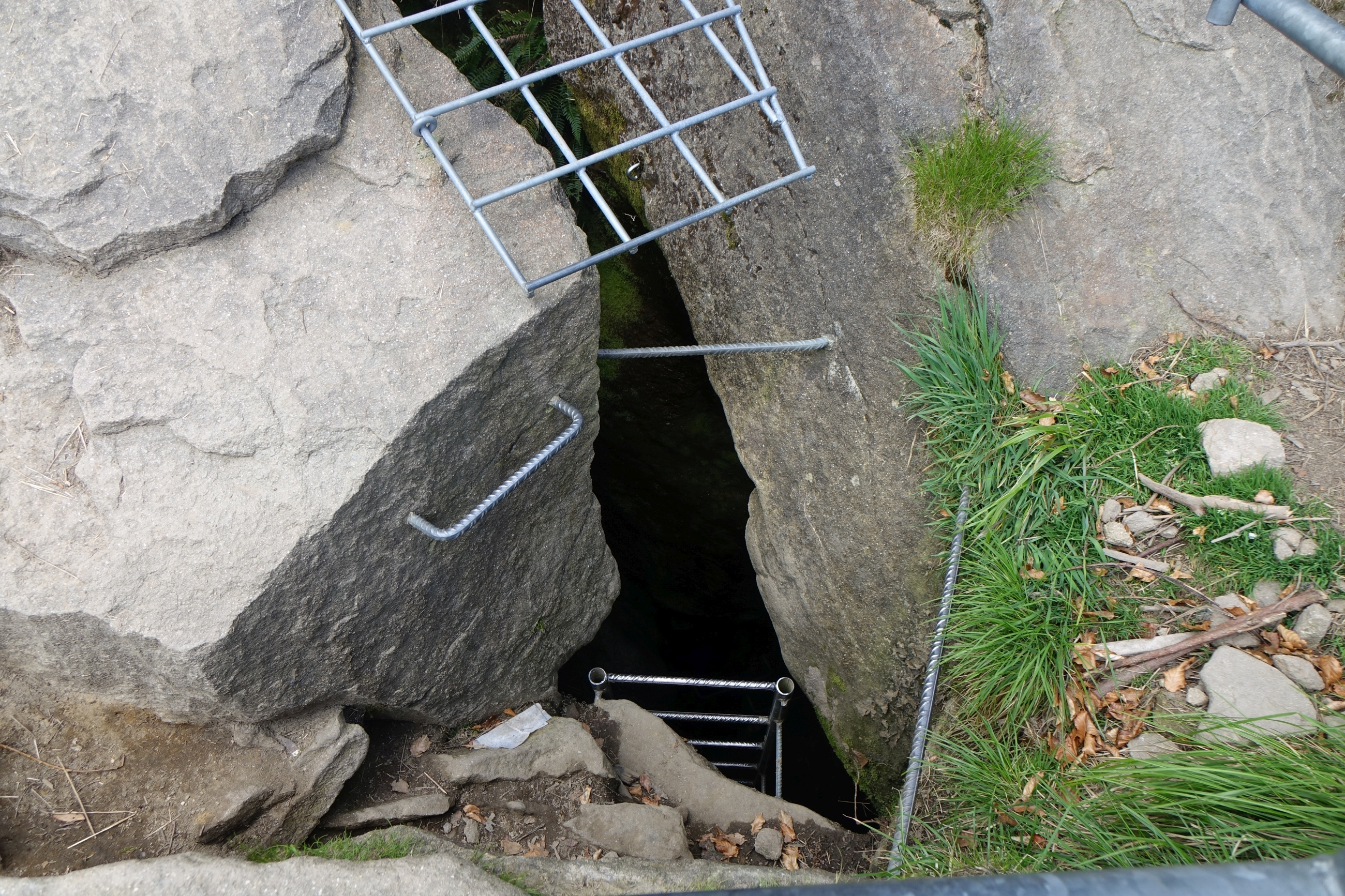
Wejście
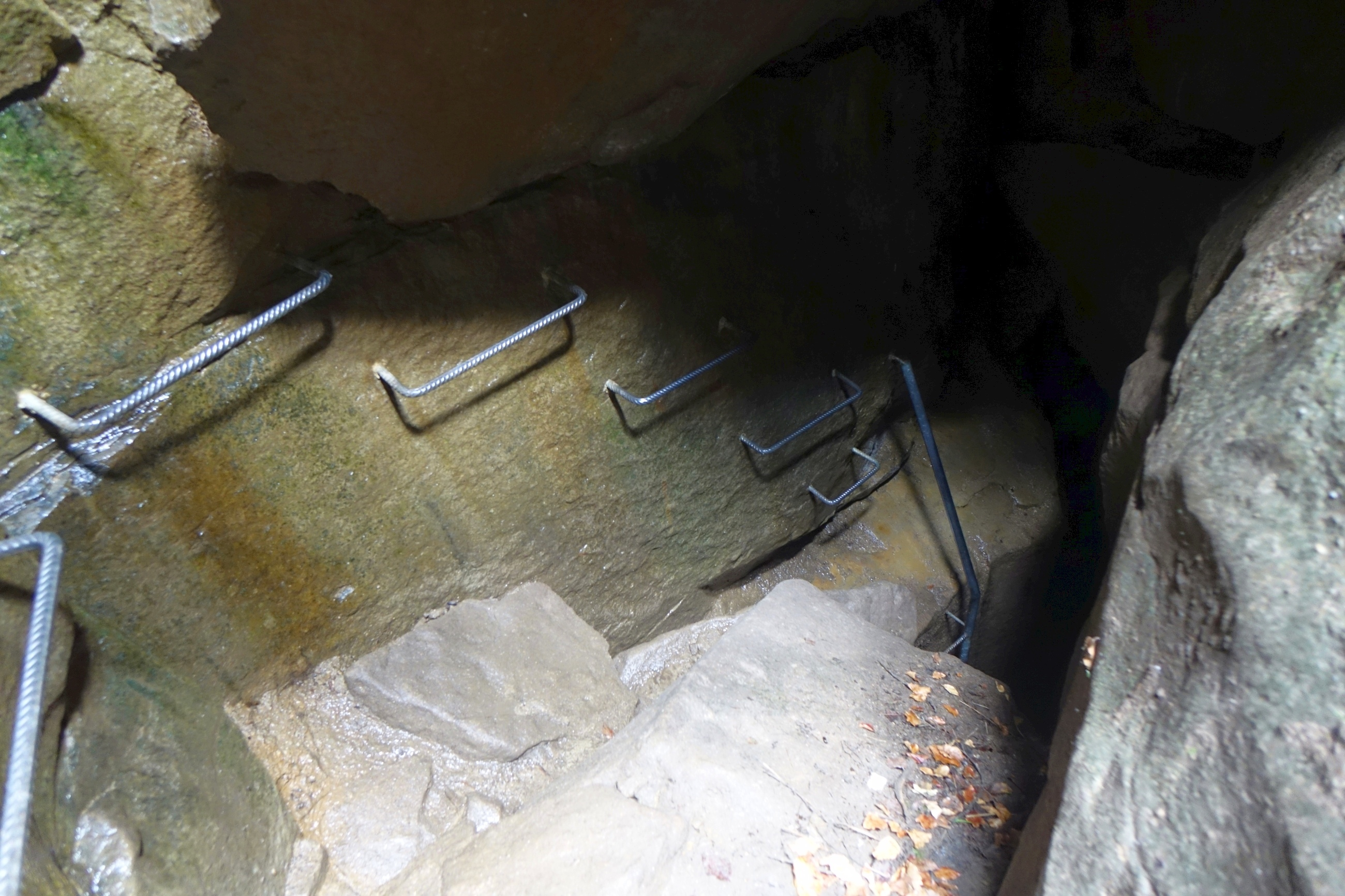
Klamry na ścianach
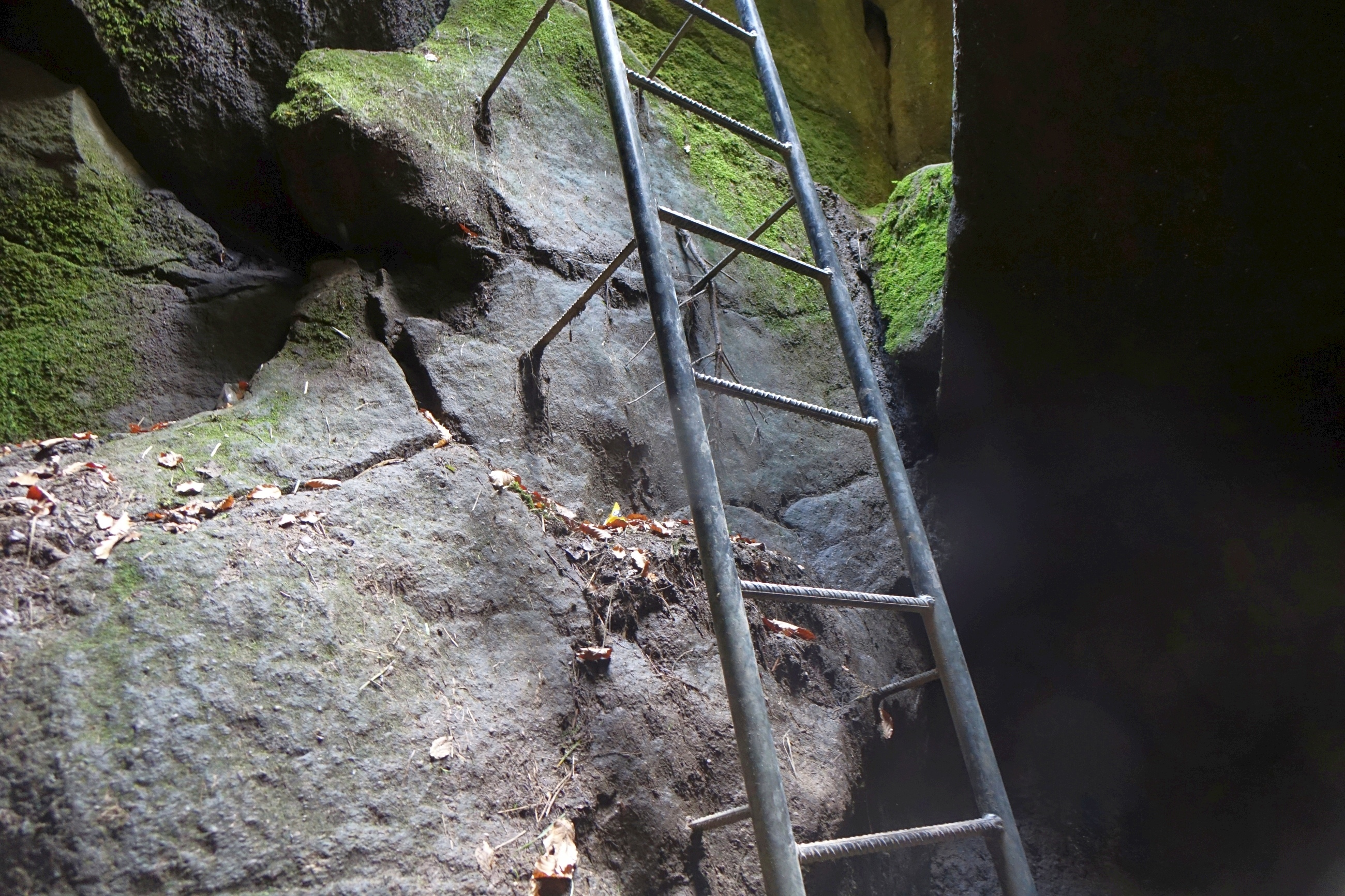
Drabinka w studni
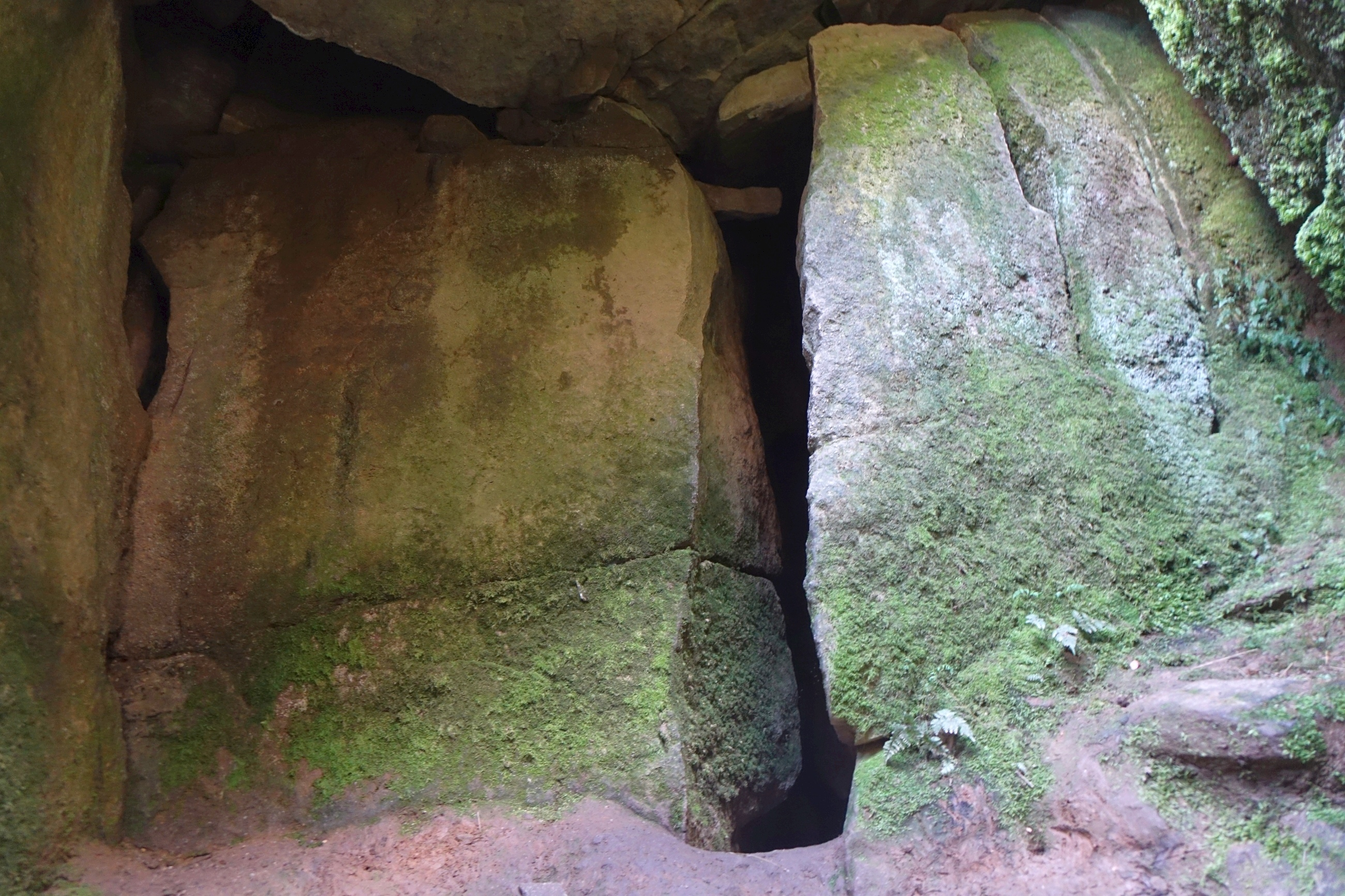
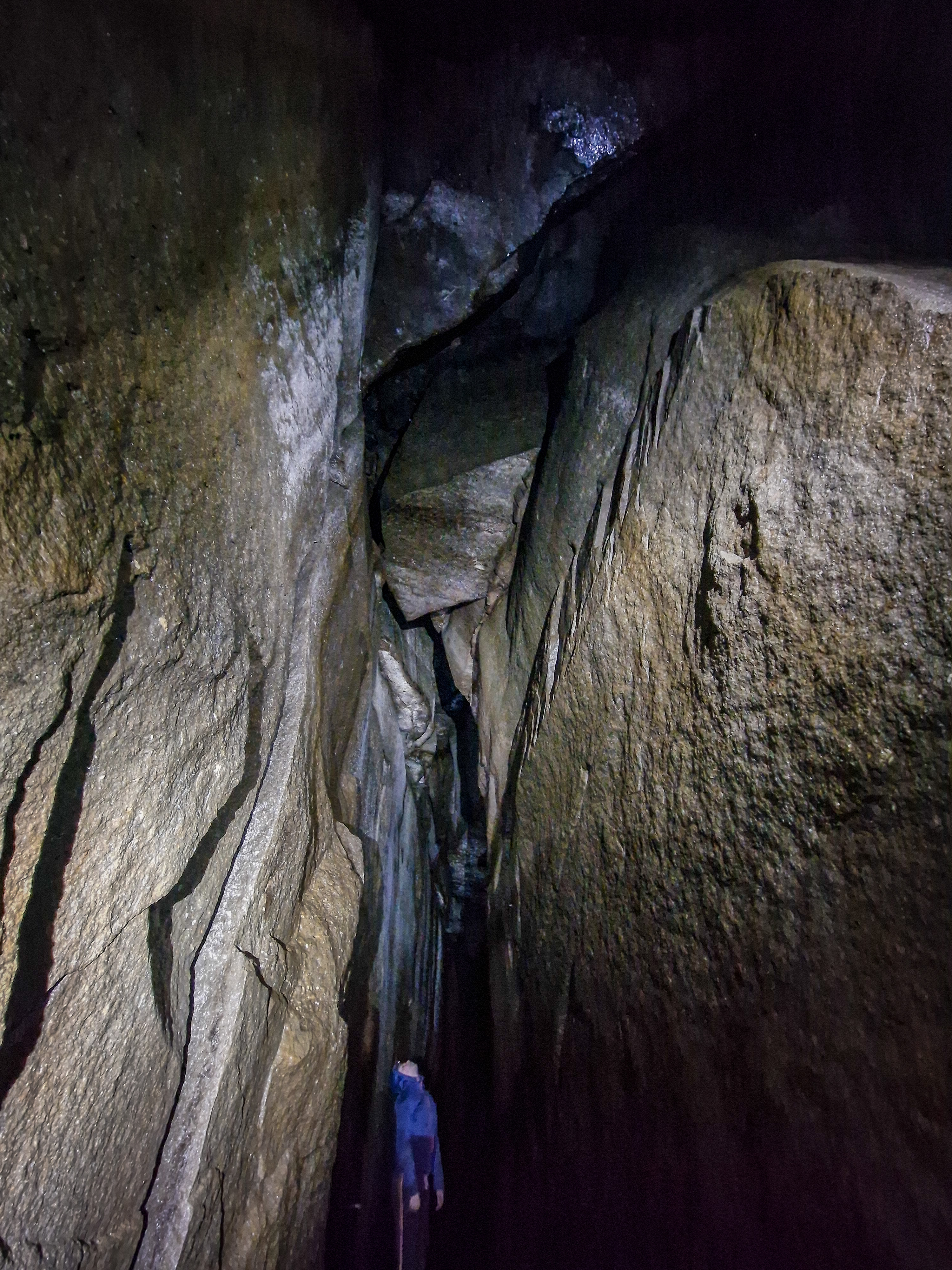
Sala